# Pedro Bortoluzo
Pedro Gomes Bortoluzo (Florianópolis, 17 luglio 1996) è un calciatore brasiliano, attaccante dell'Inter de Limeira.

## Caratteristiche tecniche
È un centravanti.

## Carriera
Cresciuto nel settore giovanile del San Paolo, ha esordito fra i professionisti il 24 luglio 2016 in occasione del match di Série A perso 1-0 contro il Grêmio.